# زمین‌لرزه‌های ۲۰۰۸ رینو
زمین‌لرزه‌های رینو یا Mogul-Somersett Earthquake Sequence یک خوشه‌زمین‌لرزه نامعمول بود که در نزدیکی یا در دو برون‌شهر غربی رینو در نوادای آمریکا (Mogul و Somerset) روی‌داد. زلزله‌ها در فوریه ۲۰۰۸ میلادی آغازید ولی برجسته‌ترین لرزش این رشته در ۱۵ آوریل ۲۰۰۸ با بزرگی ۳٫۶ اتفاق افتاد.